# Cheilinus undulatus
Риба-Наполеон (Cheilinus undulatus) — вид риб родини Labridae.

## Назва
В англійській мові має назву «Губан-Наполеон» (англ. Napoleon wrasse).

## Опис
Риба до 2,3 м завдовжки та вагою до 191 кг. Має пару чорних смуг позаду очей. Дорослі особи мають горб на голові. Харчуються молюсками та вкритими панцирами безхребетними, у тому числі і отруйними морським зірками, такими як Acanthaster planci.

## Поширення та середовище існування
Живе у багатих на коралові рифи територіях та затоках на глибині від 1 до 60 м. Мальки ховаються між коралами. Дорослі ночують та ховаються у печерах. Від Червоного моря на заході до Французької Полінезії на сході, Південної Африки та Нової Каледонії на півдні та Рюкю на півночі. Від Аденської до Перської затоки — не зустрічається.

## Практичне використання
Вважають делікатесом у кухнях Африки та Азії. Через браконьєрство чисельність цього виду зменшується.

## Галерея

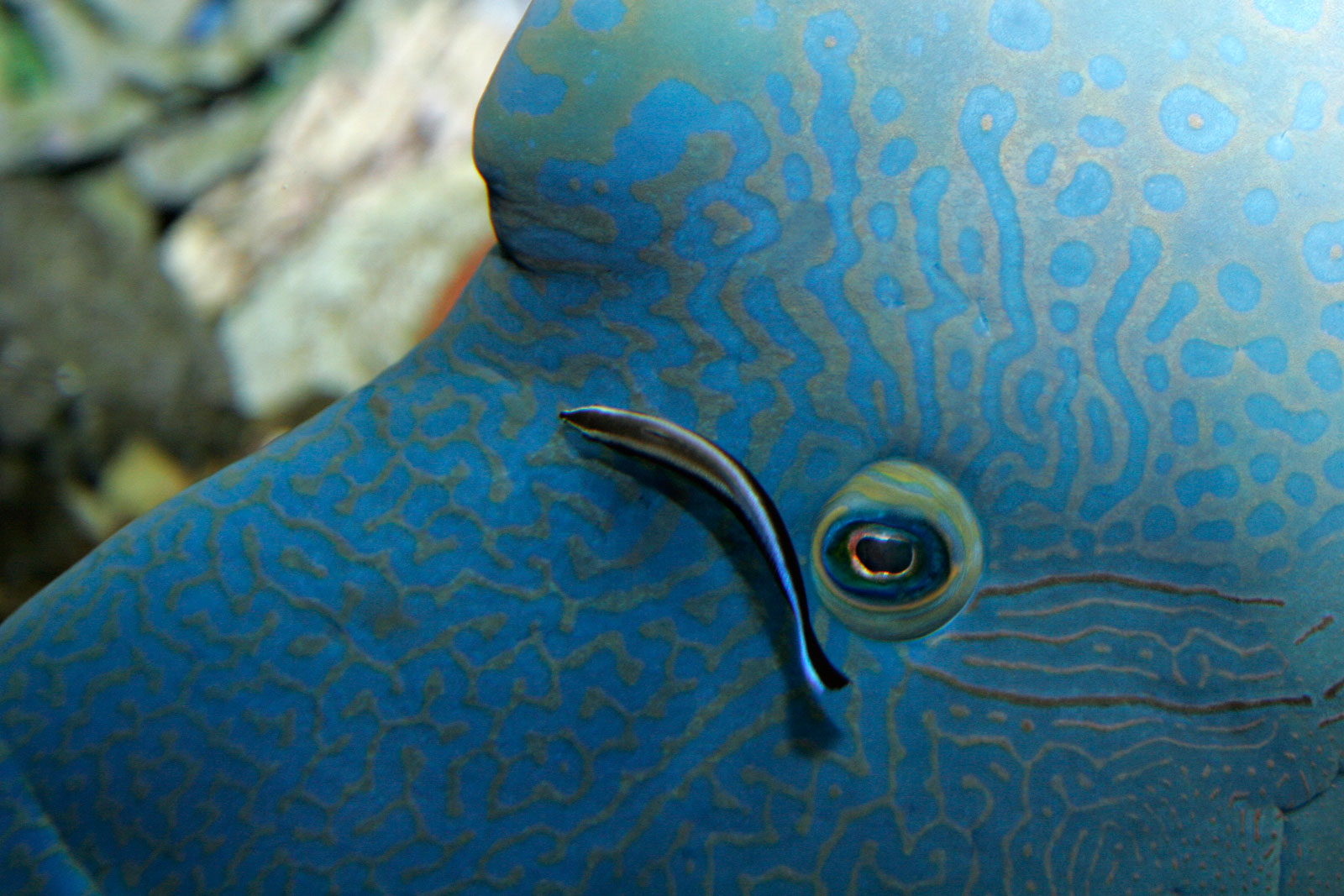
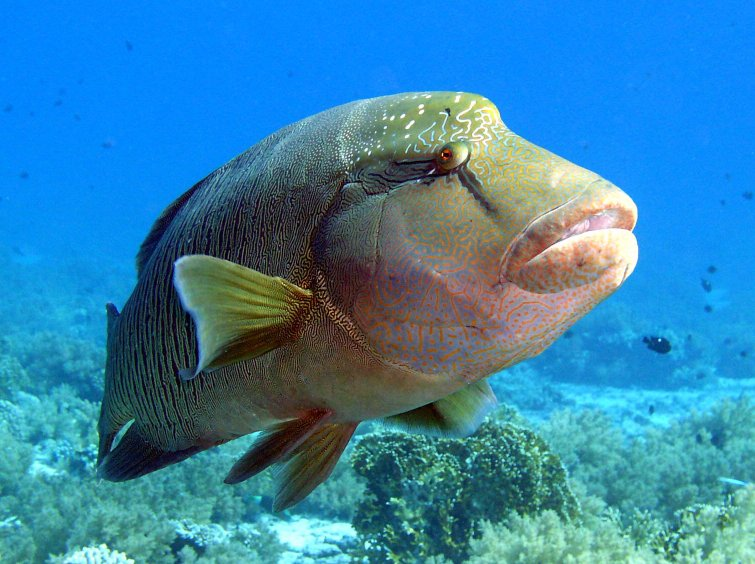
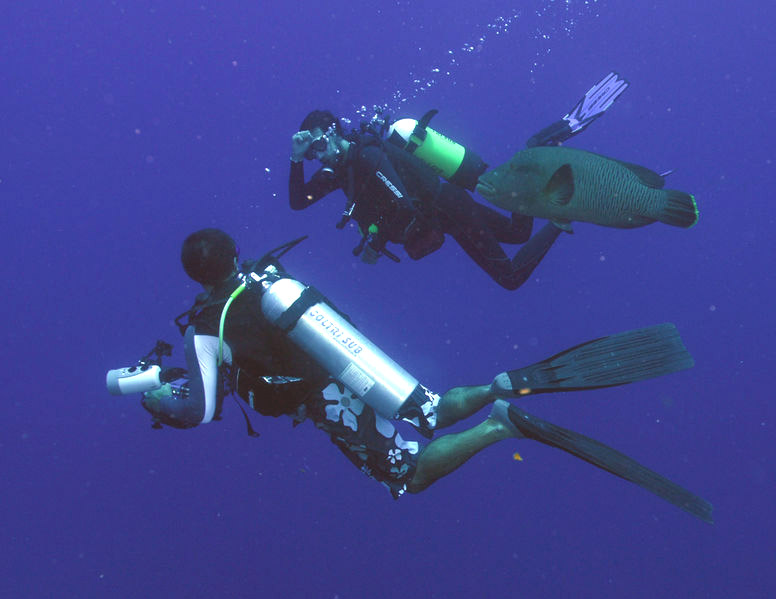